# Jen Majura
Jen Majura (ur. 16 czerwca 1983) – niemiecka muzyk i wokalistka. Od 2015 roku występowała jako gitarzystka prowadząca w amerykańskim zespole metalu alternatywnego Evanescence, w którym zastąpiła Terry’ego Balsamo. W latach 2014–2015 występowała jako basistka w viking-folk metalowej formacji Equilibrium. Majura współpracuje także z zespołem nurtu Neue Deutsche Härte - Knorkator, w którym gra na gitarze rytmicznej. Gitarzystka jest ponadto członkinią cover bandu AC/DC - Black Thunder Ladies.
W maju 2022 roku Evanescence poinformowało o zakończeniu współpracy z Majurą.
Jen Majura jest endorserką instrumentów firmy Ibanez.

## Dyskografia
- Nuclear Blast Allstars - Into the Light (2007, Nuclear Blast, śpiew)[6]
- Rage - Carved in Stone (2008, Nuclear Blast, gościnnie śpiew)[7]
- Rage - Gib dich nie auf (EP) (2009, Nuclear Blast, gościnnie śpiew)[8]
- Rage - Strings to a Web (2010, Nuclear Blast, gościnnie śpiew)[9]
- Blind Guardian - At the Edge of Time (2010, Nuclear Blast, gościnnie śpiew)[10]
- Black Thunder Ladies - First Take (2012, Rock Dog Records)
- Moderate Pace - Holy Shit (2013, Phoenix Records, gościnnie śpiew)[11]
- Jen Majura - Jen Majura (2015, RT Distribution)
- Knorkator - We Want Mohr (2014, Tubareckorz)
- Knorkator - Knorkatourette (2015, Tubareckorz)